# Еск'юватн
Еск'юватн — кратерне озеро в ісландському плато, в Ісландії.
Це найглибше озеро країни з площею 11 км ² і глибиною 220 м.
Озеро розташоване в кратері вулкана Аск'я, в північно-східній частині льодовика Ватнейокюль.
Озеро утворилося в результаті потужного виверженням вулкана в 1875 році.
10 липня 1907 двоє німецьких вчених, Вальтер фон Кнебель та Макс Рудольфф зникли при вивченні озера разом зі своїм маленьким човном. Наречена Кнебель, Іна фон Грюмбкова, очолила пошукову експедицію, але пошуки зниклих учених результатів не дали. Було припущено, що сейсмічна активність вулкана викликала зсуви, у результаті яких вчені зникли без сліду.